# Mūshankā
Mūshankā (persiska: Mūshangā Bālā, موشنکا, Mūshangā) är en ort i Iran.   Den ligger i provinsen Gilan, i den nordvästra delen av landet, 220 km nordväst om huvudstaden Teheran. Mūshankā ligger 143 meter över havet och antalet invånare är 273.
Terrängen runt Mūshankā är huvudsakligen kuperad, men åt nordost är den platt. Runt Mūshankā är det ganska tätbefolkat, med 192 invånare per kvadratkilometer. Närmaste större samhälle är Sangar, 15,5 km nordost om Mūshankā. I omgivningarna runt Mūshankā växer i huvudsak blandskog.